# Henry Bertie
Pour les articles homonymes, voir Bertie.
Henry Bertie (vers 1656 - 4 décembre 1734) est un soldat anglais et un homme politique conservateur qui siège à la Chambre des communes anglaise et britannique entre 1678 et 1715.

## Jeunesse
Il est un fils cadet de Montagu Bertie (2e comte de Lindsey) et de sa deuxième épouse, Lady Norreys, fille d'Edward Wray, de Rycote, Oxfordshire et veuve de l'hon. Edward Sackville. Sa mère, décédée peu de temps après sa naissance, semble lui avoir laissé suffisamment d'héritage pour être confortablement pourvu, avec notamment le manoir de Nutley à Long Crendon.
Il est l'un des commissaires à l'évaluation de l'Oxfordshire de 1677 à 1680. Lorsque Charles Gerard (1er comte de Macclesfield) lève une troupe de cavalerie en 1678 en prévision d'une guerre avec la France, Bertie est nommé capitaine. La troupe est dissoute l'année suivante. En 1678, après que Thomas Wancklyn ait été expulsé de la Chambre des communes, il est nommé pour le siège parlementaire vacant à Westbury sous le patronage de son frère aîné, James Bertie (1er comte d'Abingdon), dont l'épouse est copropriétaire du manoir de Westbury. Les Berties, représentant le parti de la cour, s'opposent à un écuyer local, William Trenchard, un presbytérien. Henry est réélu par 21 voix contre 13; deux pétitions électorales de Trenchard et de l'opposition pour renverser le résultat sont rejetées. Il n'est pas certain qu'il ait été actif au Parlement cavalier et, en décembre, il est envoyé en détention pour non-fréquentation. Aux Élections générales anglaises de mars 1679, il est battu par Trenchard et Richard Lewis, l'autre député en exercice. Nommé commissaire à l'évaluation du Buckinghamshire et juge de paix de l'Oxfordshire en 1679, lui et Lewis battent les deux candidats exclusionnistes, Trenchard et Edward Norton à Westbury aux Élections générales anglaises d'octobre 1679. Il n'a été nommé à aucun comité et en 1680, il est retiré des deux commissions d'évaluation, bien qu'il ait été nommé lieutenant adjoint de l'Oxfordshire et, en novembre, une pétition électorale de Trenchard et Norton est acceptée par le Parlement. Bertie et Lewis sont démis de leurs fonctions et le directeur du scrutin, le maire de Westbury, est détenu pendant deux semaines pour «grands délits» dans le déroulement du scrutin.
Aux Élections générales anglaises de 1681, il se présente comme un candidat incontesté de la cour pour Woodstock, où son frère a développé une influence à travers les domaines de Norreys et son poste de Lord Lieutenant de l'Oxfordshire. Aucune activité parlementaire d'Henry ne peut être retracée dans ce Parlement. Henry et Norreys sont tous deux admis comme hommes libres d'Oxford le 14 juin 1681 et plus tard cette année, Henry siège dans le grand jury d'Oxfordshire pendant les procédures de Norreys contre Stephen College au nom de la cour. Il est nommé capitaine de cavalerie de la Milice d'Oxfordshire avant 1681, et après la découverte du Complot de Rye-House en 1683, il est employé à la recherche d'armes secrètes par les conspirateurs.
En mars 1685, Il est réélu au Parlement pour Oxford sous le patronage de son frère, maintenant Lord Abingdon. Tous les candidats sont des conservateurs; l'un des députés en exercice, Whigs, est décédé et l'autre s'est retiré de la politique. Bertie domine le scrutin avec 657 voix, le registraire de l'arrondissement, Sir George Pudsey en reçoit 611, tandis que Sir Edward Norreys, qui a représenté le comté et dont la fille Bertie allait bientôt se marier, n'en a que 53. Abingdon célèbre l'événement avec une splendide réception pour les membres de la société à son siège à Rycote, dont la plupart sont revenus "ivres et sont tombés de leurs chevaux", selon Anthony Wood . Il montre plus d'activité dans ce Parlement, siégeant au comité des élections et au comité de prise en compte des commissaires pour la dissolution de l'armée.

## Rébellion et désaffection de Monmouth
Après le déclenchement de la rébellion de Monmouth, Bertie et son demi-frère Richard sont nommés capitaines le 18 juin pour lever des troupes indépendantes de cavalerie. Le 21 juin, Henry mène la troupe de cavalerie de milice d'Oxfordshire hors d'Oxford vers Dorchester et Abingdon pour agir contre les rebelles dans Somerset , tandis qu'Abingdon lève sa troupe en son nom. Les troupes indépendantes qui ne sont pas incorporées dans les régiments existants sont dissoutes après l'effondrement de la rébellion, Wood enregistre que Henry et Richard sont parmi les officiers privés de leurs commissions pour avoir voté à la Chambre des communes en faveur de l'adresse à Jacques II contre l'emploi d'officiers catholiques romains . Quelque temps après 1685, il est nommé juge de paix pour le Buckinghamshire. Comme ses frères, Bertie appartient aux Hauts Conservateurs qui sont opposés à la cour à cause de la politique pro-catholique du roi James. En 1687, il perd sa commission de milice, son poste de lieutenant adjoint et est destitué de la commission de la paix de l'Oxfordshire.
En février 1688, Bertie est également chassé du banc de Buckinghamshire. Il est admis homme libre de Devizes en mars, mais est retiré de la corporation d'Oxford en juin lorsqu'elle est purgée et rénovée. En septembre 1688, son neveu, Montagu Venables-Bertie (2e comte d'Abingdon) traite avec certains des gentilshommes de l'Oxfordshire pour solliciter le soutien d'Henry lors des élections prévues . Il est réélu à Oxford en octobre quand le roi commence à revenir sur le programme de remodelage des corporations.
À cette époque, la Glorieuse Révolution est déjà en marche. Début novembre, Abingdon est le premier des pairs à prendre ouvertement les armes en faveur de Guillaume d'Orange. Le 22 novembre, Bertie et son beau-père, Sir Edward Norreys, organisent un dîner avec la corporation d'Oxford et acceptent de faire basculer Oxford en faveur de William. Le 25 novembre, il conduit une compagnie d'hommes d'Oxford à Witney, qui y rencontre des renforts et se dirige vers Banbury . Bertie et sa milice se joignent à Sir Ralph Dutton pour sauver John Lovelace (3e baron Lovelace) de la prison de Gloucester. Lovelace, un Whig zélé et rival politique des Berties avant la Révolution, a été capturé à Cirencester en essayant de bousculer une force fidèle à Jacques II. Bertie revient à Oxford le 5 décembre avec les troupes de Lord Lovelace, qui vient pour tenir Oxford pour le prince . Lui et Norreys sont réélus pour Oxford dans les élections avortées de décembre.
Sous le roi William en 1689, Bertie est restauré en tant que lieutenant adjoint de l'Oxfordshire, poste qu'il occupe jusqu'en 1701, à la commission de la paix et en tant que capitaine de milice et commissaire pour l'évaluation de l'Oxfordshire et du Buckinghamshire. Lui et Norreys sont réélus pour Oxford au Parlement de la Convention. Il n'est pas actif en tant que membre du comité, et son séjour là-bas se distingue principalement par une violente querelle avec Sir William Harbord à propos de quelques remarques de ce dernier à l'intention de Bertie, concernant des pensionnés royaux et des élections de Westbury. L'affaire se rapproche d'un duel, et Bertie doit être mis en sécurité par le sergent d'armes jusqu'à ce que le président Trevor leur fasse promettre de ne pas renouveler la querelle.

## Famille
Avant mai 1687, Bertie épouse Philadelphie Norreys (décédée avant 1715), fille et héritière de Sir Edward Norreys de Weston-on-the-Green. Ils ont cinq enfants :
- James Bertie (décédé le 7 mai 1728), épouse Elizabeth Harris (décédée en 1720) et a un fils, Norreys Bertie (en), et une fille, Philadelphie (décédée en 1720)
- Rev. Charles Montagu Bertie (décédé le 17 octobre 1744), recteur d'Uffington, décédé célibataire
- Eleanora Bertie, décédée célibataire
- Anne Bertie, décédée célibataire
- Catherine Bertie, mariée à Francis Carr Clerke

Après la mort de Philadelphie, Bertie épouse Catherine Fetherston (décédée le 8 février 1736), fille de Sir Heneage Fetherston, 1er baronnet, mais n'ont pas d'enfant. Son beau-frère James Norreys est décédé en 1718 et laisse les domaines de Norreys au fils aîné de Bertie, James.
Bertie est décédée à Chesterton, Oxfordshire en 1734.